# 武重洋二
武重 洋二（たけしげ ようじ、1964年 - ）は日本のアニメーション美術監督。フィラデルフィア出身。株式会社でほぎゃらりーアドバイザー。多摩美術大学油絵科中退。

## 略歴
1991年にスタジオジブリに入社。1995年に美術監督となる。
『となりの山田くん』で力を使い果たし、『千と千尋の神隠し』の制作に入るときは一時期美術ボードが全く描けなくなったという。その時は一週間の休暇をもらい、ロケ地に一人でスケッチに行った。製作中は補佐の吉田昇に助けられたという。
2014年、東京アニメアワード2014の個人部門で美術監督賞を受賞した。

## 作品歴
- 1987年 - 「王立宇宙軍 オネアミスの翼」 - 美術
- 1988年 - 「ドラゴンクエスト ファンタジア・ビデオ」 - 特殊美術
- 1988年 - 「となりのトトロ」 - 背景
- 1989年 - 「機動警察パトレイバー the Movie」 - 美術
- 1989年 - 「小松左京アニメ劇場」 - 美術
- 1991年 - 「おもひでぽろぽろ」 - 背景
- 1991年 - 「老人Z」 - 背景
- 1992年 - 「紅の豚」 - 背景
- 1993年 - 「海がきこえる」 - 背景
- 1993年 - 「獣兵衛忍風帖」 - 美術監督補
- 1994年 - 「総天然色漫画映画 平成狸合戦ぽんぽこ」 - 作景
- 1994年 - 「ストリートファイターII MOVIE」 - 背景
- 1995年 - 「On Your Mark」 - 美術監督
- 1995年 - 「耳をすませば」 - 背景
- 1995年 - 「GHOST IN THE SHELL / 攻殻機動隊」 - 背景
- 1997年 - 「もののけ姫」 - 美術監督
- 1998年 - 「青の6号」 - 美術（2話）、背景（1話）
- 1999年 - 「ホーホケキョ となりの山田くん」 - 美術監督
- 2001年 - 「千と千尋の神隠し」 - 美術監督
- 2002年 - 「猫の恩返し」 - 背景
- 2002年 - 「ギブリーズ episode2」 - 背景
- 2002年 - 「空想の空飛ぶ機械達」 - 美術監督
- 2002年 - 「空想の機械達の中の破壊の発明」 - 美術監督
- 2004年 - 「ハウルの動く城」 - 美術監督
- 2004年 - 「映画 犬夜叉 紅蓮の蓬莱島」 - 背景
- 2006年 - 「時をかける少女」 - 背景
- 2006年 - 「ゲド戦記」 - 美術監督
- 2008年 - 「崖の上のポニョ」 - 背景
- 2009年 - 「サマーウォーズ」 - 美術監督
- 2010年 - 「借りぐらしのアリエッティ」 - 美術監督
- 2010年 - 「パン種とタマゴ姫」 - 美術監督
- 2013年 - 「風立ちぬ」 - 美術監督
- 2015年 - 「バケモノの子」 - 美術
- 2016年 - 「この世界の片隅に」 - 背景
- 2018年 - 「毛虫のボロ」 - 美術監督
- 2023年 - 「君たちはどう生きるか」 - 美術監督

## 画集
- アニメージュ編集部編『The art of Porco Rosso』徳間書店〈ジブリTHE ARTシリーズ〉、1992年10月30日、116 - 117頁。ISBN 4-19-812100-1。
- スタジオジブリ責任編集『The art of The Princess Mononoke』徳間書店〈ジブリTHE ARTシリーズ〉、1997年8月20日。ISBN 4-19-810002-0。